# St. Franziskus (Oberried)

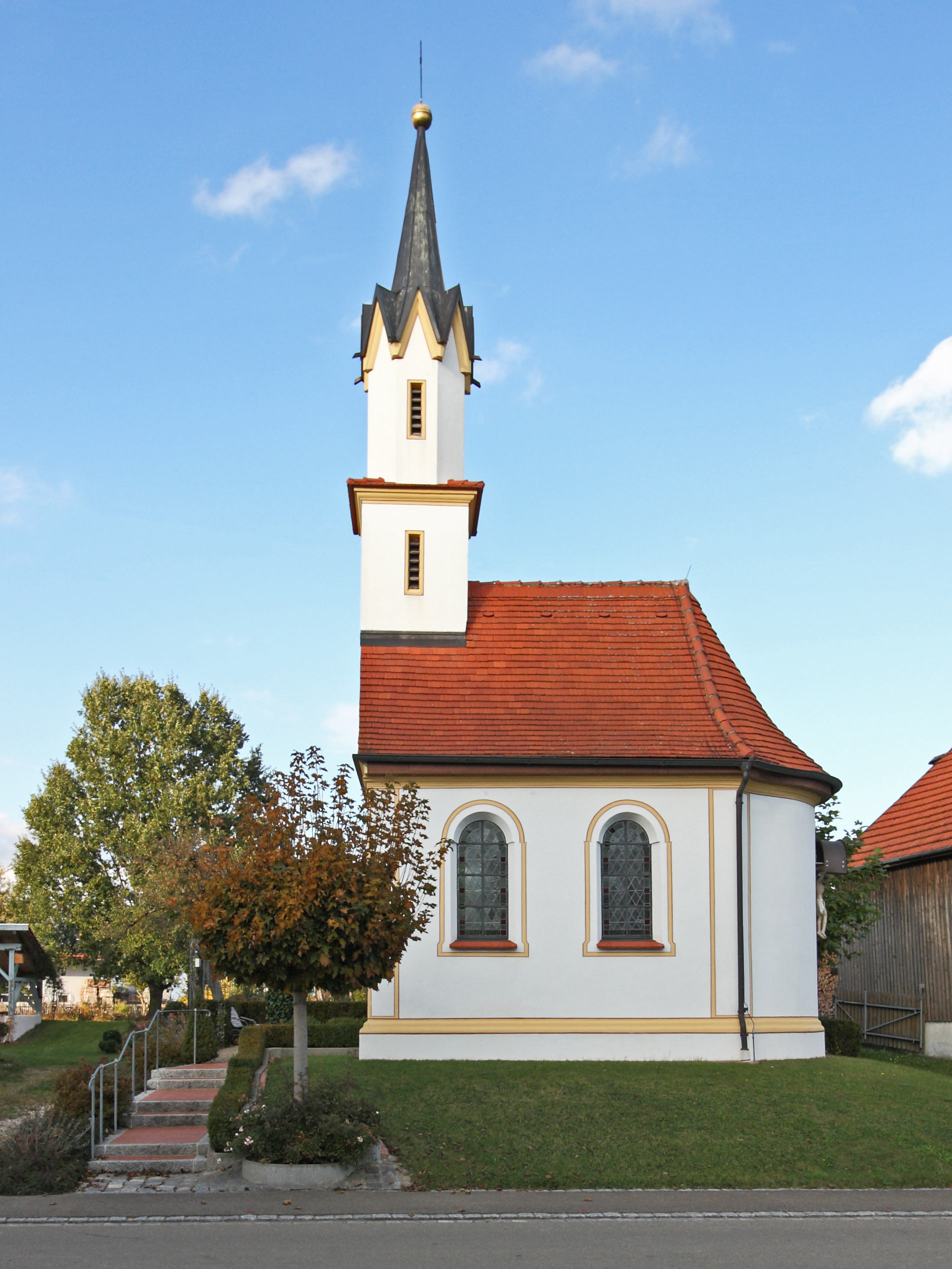
Kapelle St. Franziskus in Oberried

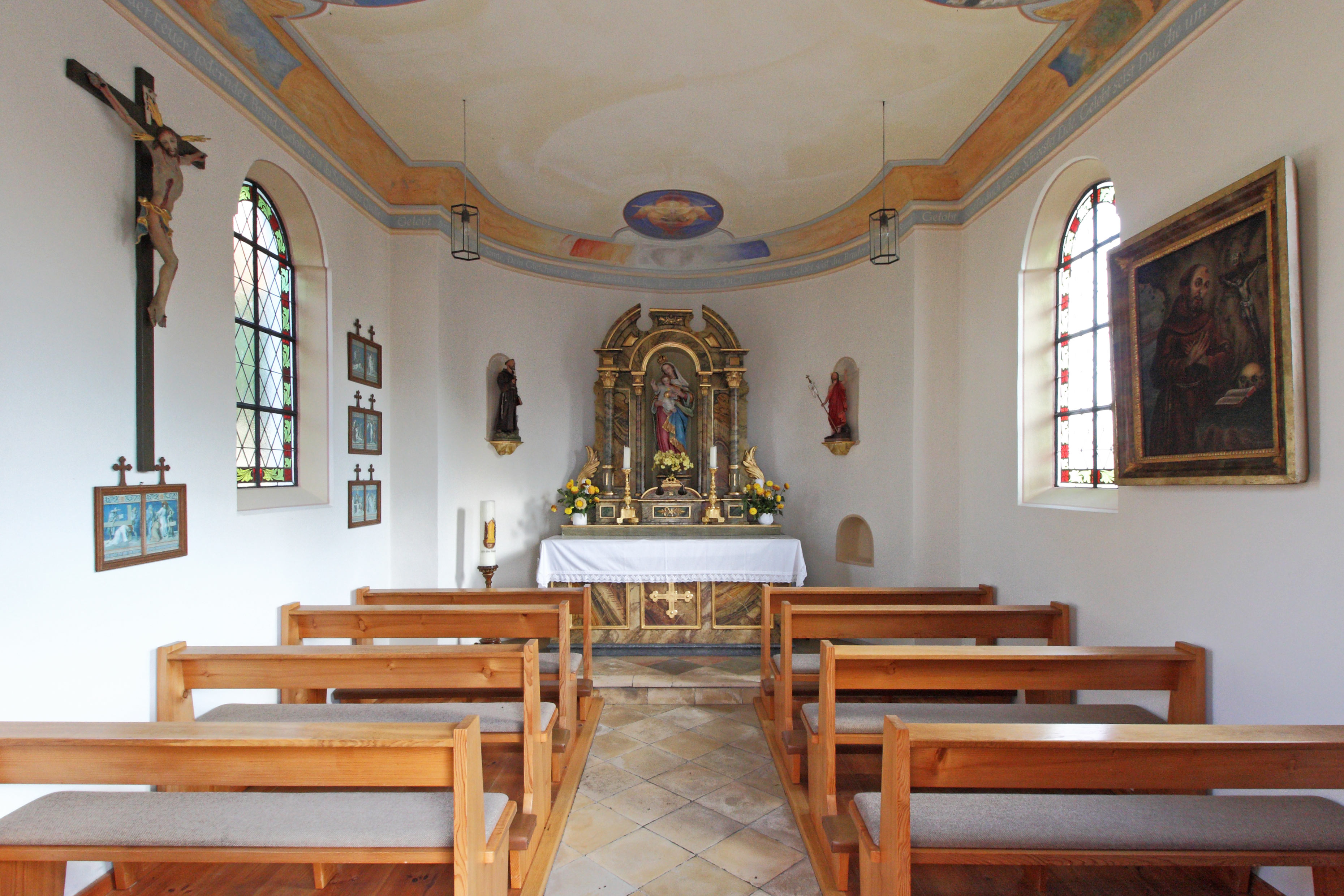
St. Franziskus, Innenansicht

Die katholische Kapelle St. Franziskus in Oberried, einem Gemeindeteil von Breitenthal im schwäbischen Landkreis Günzburg in Bayern, wurde 1764 errichtet. Die Kapelle an der Tafertshofer Straße 8 ist ein geschütztes Baudenkmal.
Der zweiachsige Rechteckbau mit eingezogener halbrunder Apsis und hohem Dachreiter wurde 1866 neugotisch überformt.
Die Ausstattung besteht aus einem barocken Altar mit der Skulptur der Muttergottes mit Kind und Heiligenfiguren. Das große Kruzifix zwischen den Fenstern der linken Seitenwand stammt aus dem 18. Jahrhundert. Das Gemälde des heiligen Franz von Assisi auf Holz an der gegenüber liegenden Wand ist mit „J. Waizenegger 1852 Schre-Meister“ bezeichnet.
Bei der grundlegenden Sanierung in den Jahren 2003 bis 2005 wurde im Innern auch die Decke durch Thomas Pertl aus Höslwang neu gestaltet, und zwar mit Darstellungen aus dem Leben des heiligen Franziskus.